# Pentagramma
Pentagramma es un género con 2 especies  de helechos perteneciente a la familia Pteridaceae. 

## Taxonomía
Pentagramma fue descrito por Yatsk., Windham & E.Wollenw. y publicado en American Fern Journal 80(1): 9–17. 1990. La especie tipo es: Pentagramma triangularis (Kaulf.) Yatsk., Windham & E. Wollenw. 

## Especies aceptadas
A continuación se brinda un listado de las especies del género Pentagramma aceptadas hasta abril de 2012, ordenadas alfabéticamente. Para cada una se indica el nombre binomial seguido del autor, abreviado según las convenciones y usos.
- Pentagramma pallida (Weath.) Yatsk., Windham & E. Wollenw.
- Pentagramma triangularis (Kaulf.) Yatsk., Windham & E. Wollenw.